# فاضل سليم
فاضل سليم (بالإنجليزية: Fadhil Salim)‏ هو لاعب كرة قدم سنغافوري في مركز حراسة المرمى، ولد في 24 يناير 1983 في سنغافورة. لعب مع نادي غومباك يونايتد وهاوجانج يونايتد ووودلاندز ويلينغتون.

## وصلات خارجية
- فاضل سليم على موقع قاعدة بيانات كرة القدم.إي يو (الإنجليزية)
- فاضل سليم على موقع Soccerway.com (الإنجليزية)